# Mohammed Ahmed Mustafa al-Dabi
General Mohammed Ahmed Mustafa al-Dabi (* Februar 1948) ist ein sudanesischer Kommandant, Nachrichtenoffizier und Diplomat. Er war von Ende Dezember 2011 bis Februar 2012 Leiter der Beobachtermission der Arabischen Liga in Syrien.

## Leben
Al-Dabi wurde in Barbar, Nahr an-Nil geboren. 30 Jahre lang diente er in der Volksarmee von Sudan. Nach der Machtübernahme von Umar al-Baschir im Juni 1989 wurde er zum Leiter des Militärnachrichtendienstes ernannt.  Von 1996 bis 1999 diente General Mohammed Ahmed Mustafa al-Dabi als stellvertretender Stabschef für Militäroperationen und stand den sudanesischen Truppen gegen den Aufstand im Südsudan vor.
General Mohammed Ahmed Mustafa al-Dabi war der Botschafter des Sudans in Katar von 1999 bis 2004.

### Mission in Syrien
Als Leiter der Beobachtermission der Arabischen Liga in Syrien im Laufe des seit März 2011 stattfindenden Aufstands erklärte General al-Dabi, es passiere nichts Fürchterliches in Homs. Die Lage in Homs schätzte er als beruhigend ein. Die syrische Regierung habe ihnen den Zugang zu keinem Platz verwehrt. Als die Beobachter das Viertel Bab Sba'a dieser Stadt untersuchten, seien sie nach al-Dabis Worten in einer Schießerei geraten, worauf sie von ihm persönlich zu einem sicheren Ort begleitet worden seien. Am 12. Februar 2012 trat General al-Dabi von seiner Funktion als Leiter der Beobachtermission zurück. In seinen Berichten über die Arbeit der Beobachter in Syrien hatte er die erfolgreiche Mitarbeit der syrischen Behörden gelobt und darauf verwiesen, dass bewaffnete Extremisten und Söldner gegen die syrischen Militärs vorgingen.